# Borcarite
La borcarite è un minerale.